# Independent Television News
Pour les articles homonymes, voir ITN (homonymie).
Independent Television News (ITN) est une société de production britannique dans le domaine des médias, fondée en 1955. Elle est constituée de quatre branches : ITN News, ITN Source, ITN Productions et ITN Consulting.
Elle fournit du contenu pour ITV, Channel 4, Channel 5, des opérateurs britanniques de téléphonie mobile, et des sites internet tels que YouTube, MSN, ou  Yahoo!.

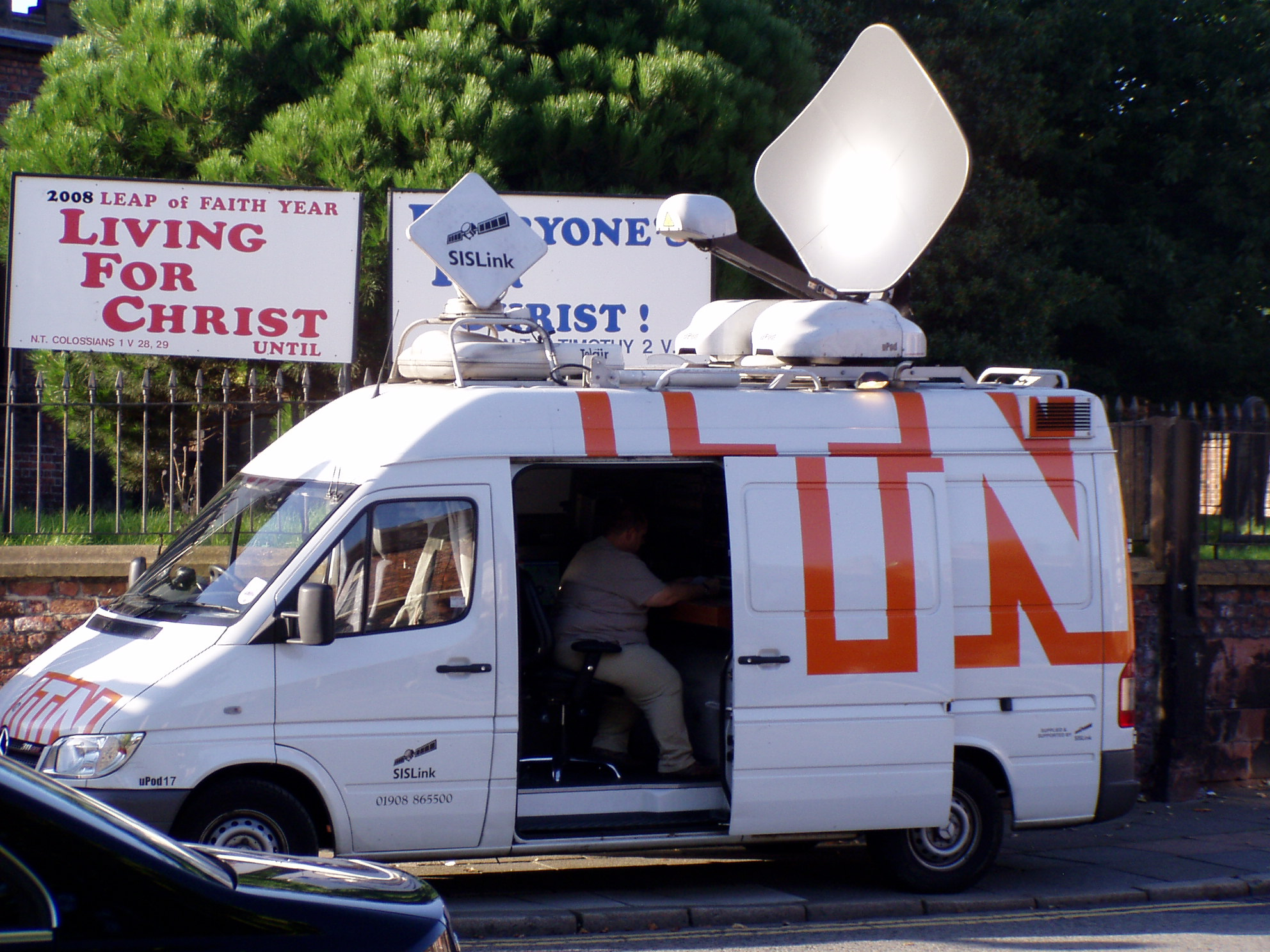
Camionnette d'ITN en cours de reportage

Ancien logo d'ITN